# Liste des titres musicaux numéro un en Autriche en 1997
Cette page liste les titres numéro un dans les meilleures ventes de disques en Autriche pour l'année 1997.

## Classement des singles
| №  | Date         | Artiste                            | Titre                              |
| -- | ------------ | ---------------------------------- | ---------------------------------- |
| 1  | 3 janvier    | Backstreet Boys                    | Quit Playing Games (With My Heart) |
| 2  | 10 janvier   | Backstreet Boys                    | Quit Playing Games (With My Heart) |
| 3  | 17 janvier   | Toni Braxton                       | Un-Break My Heart                  |
| 4  | 24 janvier   | Sarah Brightman & Andrea Bocelli   | Time to say goodbye                |
| 5  | 31 janvier   | Sarah Brightman & Andrea Bocelli   | Time to say goodbye                |
| 6  | 7 février    | Sarah Brightman & Andrea Bocelli   | Time to say goodbye                |
| 7  | 14 février   | No Mercy (en)                      | When I Die                         |
| 8  | 21 février   | No Mercy (en)                      | When I Die                         |
| 9  | 28 février   | No Mercy (en)                      | When I Die                         |
| 10 | 7 mars       | No Mercy (en)                      | When I Die                         |
| 11 | 14 mars      | No Mercy (en)                      | When I Die                         |
| 12 | 21 mars      | No Mercy (en)                      | When I Die                         |
| 13 | 28 mars      | No Mercy (en)                      | When I Die                         |
| 14 | 4 avril      | Tic Tac Toe (de)                   | Warum?                             |
| 15 | 11 avril     | Tic Tac Toe (de)                   | Warum?                             |
| 16 | 18 avril     | Tic Tac Toe (de)                   | Warum?                             |
| 17 | 25 avril     | Tic Tac Toe (de)                   | Warum?                             |
| 18 | 2 mai        | Rainhard Fendrich                  | Blond                              |
| 19 | 9 mai        | Rainhard Fendrich                  | Blond                              |
| 20 | 16 mai       | Spice Girls                        | Mama                               |
| 21 | 23 mai       | Rainhard Fendrich                  | Blond                              |
| 22 | 30 mai       | Rainhard Fendrich                  | Blond                              |
| 23 | 6 juin       | Rainhard Fendrich                  | Blond                              |
| 2  | 13 juin      | Rainhard Fendrich                  | Blond                              |
| 24 | 20 juin      | Rainhard Fendrich                  | Blond                              |
| 25 | 27 juin      | Hanson                             | MMMBop                             |
| 26 | 4 juillet    | Hanson                             | MMMBop                             |
| 27 | 11 juillet   | Hanson                             | MMMBop                             |
| 28 | 18 juillet   | Puff Daddy feat. Faith Evans & 112 | I’ll Be Missing You                |
| 29 | 25 juillet   | Puff Daddy feat. Faith Evans & 112 | I’ll Be Missing You                |
| 30 | 1er août     | Puff Daddy feat. Faith Evans & 112 | I’ll Be Missing You                |
| 31 | 8 août       | Puff Daddy feat. Faith Evans & 112 | I’ll Be Missing You                |
| 32 | 15 août      | Puff Daddy feat. Faith Evans & 112 | I’ll Be Missing You                |
| 33 | 22 août      | Puff Daddy feat. Faith Evans & 112 | I’ll Be Missing You                |
| 34 | 29 août      | Puff Daddy feat. Faith Evans & 112 | I’ll Be Missing You                |
| 35 | 5 septembre  | Puff Daddy feat. Faith Evans & 112 | I’ll Be Missing You                |
| 36 | 12 septembre | Puff Daddy feat. Faith Evans & 112 | I’ll Be Missing You                |
| 37 | 19 septembre | Puff Daddy feat. Faith Evans & 112 | I’ll Be Missing You                |
| 38 | 26 septembre | Elton John                         | Candle in the Wind 1997            |
| 39 | 3 octobre    | Elton John                         | Candle in the Wind 1997            |
| 40 | 10 octobre   | Elton John                         | Candle in the Wind 1997            |
| 41 | 17 octobre   | Elton John                         | Candle in the Wind 1997            |
| 42 | 24 octobre   | Elton John                         | Candle in the Wind 1997            |
| 43 | 31 octobre   | Elton John                         | Candle in the Wind 1997            |
| 44 | 7 novembre   | Elton John                         | Candle in the Wind 1997            |
| 45 | 14 novembre  | Elton John                         | Candle in the Wind 1997            |
| 46 | 21 novembre  | Elton John                         | Candle in the Wind 1997            |
| 47 | 28 novembre  | Elton John                         | Candle in the Wind 1997            |
| 48 | 5 décembre   | Elton John                         | Candle in the Wind 1997            |
| 49 | 12 décembre  | Elton John                         | Candle in the Wind 1997            |
| 50 | 19 décembre  | Elton John                         | Candle in the Wind 1997            |
| 51 | 26 décembre  | Elton John                         | Candle in the Wind 1997            |

## Classement des albums
| №  | Date         | Artiste                         | Titre                        |
| -- | ------------ | ------------------------------- | ---------------------------- |
| 1  | 3 janvier    | Backstreet Boys                 | Backstreet Boys              |
| 2  | 10 janvier   | Madonna                         | Evita                        |
| 3  | 17 janvier   | Madonna                         | Evita                        |
| 4  | 24 janvier   | Madonna                         | Evita                        |
| 5  | 31 janvier   | Madonna                         | Evita                        |
| 6  | 7 février    | Madonna                         | Evita                        |
| 7  | 14 février   | Madonna                         | Evita                        |
| 8  | 21 février   | No Mercy (en)                   | My Promise                   |
| 9  | 28 février   | No Mercy (en)                   | My Promise                   |
| 10 | 7 mars       | No Mercy (en)                   | My Promise                   |
| 11 | 14 mars      | U2                              | Pop                          |
| 12 | 21 mars      | U2                              | Pop                          |
| 13 | 28 mars      | U2                              | Pop                          |
| 14 | 4 avril      | Spice Girls                     | Spice                        |
| 15 | 11 avril     | Spice Girls                     | Spice                        |
| 16 | 18 avril     | Andrea Bocelli                  | Romanza                      |
| 17 | 25 avril     | No Mercy                        | My Promise                   |
| 18 | 2 mai        | Rainhard Fendrich               | Blond                        |
| 19 | 9 mai        | Rainhard Fendrich               | Blond                        |
| 20 | 16 mai       | Rainhard Fendrich               | Blond                        |
| 21 | 23 mai       | Rainhard Fendrich               | Blond                        |
| 22 | 30 mai       | Rainhard Fendrich               | Blond                        |
| 23 | 6 juin       | Rainhard Fendrich               | Blond                        |
| 2  | 13 juin      | Andrea Bocelli                  | Romanza                      |
| 24 | 20 juin      | Die Schlümpfe                   | Alles Banane Vol. 3          |
| 25 | 27 juin      | Die Schlümpfe                   | Alles Banane Vol. 3          |
| 26 | 4 juillet    | Jon Bon Jovi                    | Destination Anywhere         |
| 27 | 11 juillet   | The Prodigy                     | The Fat of the Land          |
| 28 | 18 juillet   | The Prodigy                     | The Fat of the Land          |
| 29 | 25 juillet   | The Prodigy                     | The Fat of the Land          |
| 30 | 1er août     | The Prodigy                     | The Fat of the Land          |
| 31 | 8 août       | Puff Daddy & The Family         | No Way Out                   |
| 32 | 15 août      | Puff Daddy & The Family         | No Way Out                   |
| 33 | 22 août      | Backstreet Boys                 | Backstreet's Back            |
| 34 | 29 août      | Backstreet Boys                 | Backstreet's Back            |
| 35 | 5 septembre  | Rammstein                       | Sehnsucht                    |
| 36 | 12 septembre | Rammstein                       | Sehnsucht                    |
| 37 | 19 septembre | Erste Allgemeine Verunsicherung | Im Himmel ist die Hölle los! |
| 38 | 26 septembre | Erste Allgemeine Verunsicherung | Im Himmel ist die Hölle los! |
| 39 | 3 octobre    | Elton John                      | The Big Picture              |
| 40 | 10 octobre   | The Rolling Stones              | Bridges to Babylon           |
| 41 | 17 octobre   | The Rolling Stones              | Bridges to Babylon           |
| 42 | 24 octobre   | The Rolling Stones              | Bridges to Babylon           |
| 43 | 31 octobre   | The Rolling Stones              | Bridges to Babylon           |
| 44 | 7 novembre   | The Rolling Stones              | Bridges to Babylon           |
| 45 | 14 novembre  | Spice Girls                     | Spiceworld                   |
| 46 | 21 novembre  | Eros Ramazzotti                 | Eros                         |
| 47 | 28 novembre  | Metallica                       | ReLoad                       |
| 48 | 5 décembre   | Céline Dion                     | Let's Talk About Love        |
| 49 | 12 décembre  | Céline Dion                     | Let's Talk About Love        |
| 50 | 19 décembre  | Céline Dion                     | Let's Talk About Love        |
| 51 | 26 décembre  | Céline Dion                     | Let's Talk About Love        |